# 無錫藍星石化
无锡蓝星石油化工有限责任公司，簡稱无锡蓝星石化，以及无锡蓝星石油化工（英語：Wuxi Resin Factory of Bluestar New Chemical Materials Co.,Ltd.），前身為「無錫樹脂廠」、「无锡石油化工总厂」，以及「蓝星化工新材料股份有限公司无锡树脂厂」。

## 历史
1997年被中國藍星集團收購，也就是由中國化工集團公司轄下企業，1958年成立，1969年投產，2005年被中國化工集團公司收購，主要業務生產20万吨/年环氧树脂、9万吨/年双酚A、20万吨/年苯酚/丙酮、5万吨/年环氧氯丙烷装置。